# Henryk Arodź
Henryk Stanisław Arodź (ur. 23 października 1948 w Lasowie koło Zgorzelca) – polski fizyk, profesor nauk fizycznych, w latach 1993–2017 kierownik Zakładu Teorii Pola Instytutu Fizyki im. Mariana Smoluchowskiego Uniwersytetu Jagiellońskiego, członek Polskiego Towarzystwa Fizycznego. Był członkiem Rady Instytutu Fizyki, a później Instytutu Fizyki Teoretycznej Uniwersytetu Jagiellońskiego. Specjalizuje się w zagadnieniach fizyki teoretycznej z zakresu teorii pola.

## Książki
- Fizyka statystyczna i termodynamika fenomenologiczna dla studiów zaocznych (1978), Kraków, UJ (z Krzysztofem Rościszewskim)
- Zbiór zadań z termodynamiki i fizyki statystycznej dla studentów zaocznych  (1980), Kraków, UJ (z Krzysztofem Rościszewskim).
- Zbiór zadań z algebry i geometrii analitycznej dla fizyków (1988), Kraków, UJ (z Krzysztofem Rościszewskim)
- Algebra i geometria analityczna w zadaniach. Kraków: Wydawnictwo Znak, 2005. ISBN 83-240-0547-1. Brak numerów stron w książce (z Krzysztofem Rościszewskim)
- Lectures on classical and quantum theory of fields. Springer-Verlag Berlin Heidelberg, 2010. ISBN 978-3-642-15624-3 (z Leszkiem Hadaszem)